# Sellasia
Sellasia  este un oraș în Grecia în Prefectura Laconia.